# Rick Coletti
Rick Coletti es un personaje ficticio que aparece en la serie Desperate Housewives, interpretado por Jason Gedrick, un ex drogadicto que va a pedir trabajo a Scavo's, la pizzería en la cual Lynette y Tom trabajarían, pero debido a que Tom se lastimó la espalda tuvieron que buscar a un nuevo chef.
Lynette Scavo lo contrata debido a que cocina muy bien y la salvó de un apuro cuando ella estaba sola en la pizzería.
Lynette queda asombrada por sus deliciosas cenas y se empieza a enamorar de él.
Dado que Rick es ahora el nuevo chef, se empiezan a servir nuevos platos de pasta y carnes en el local de los Scavo, consiguiendo incluso las alabanzas del periódico local, que incluso llega a decir que el local se ha transformado de "un simple comedero familiar" a un lugar de comida sofisticada, lo cual empieza a levantar los celos airados de Tom.
Tom despide a Rick por este motivo. Tom también sospecha que Lynette ha tenido una aventura, pero Lynette le dice la verdad cuando le confiesa que no, y Tom acepta.
Meses más adelante, Rick vuelve a la ciudad y prepara la apertura de su propio restaurante, en la misma manzana en que se sitúa Scavo's, lo cual preocupa a Lynette y Tom por la descarada competencia de Rick. El local sufre varios incidentes: el escaparate sufre una pedrada, y Lynette descubre que fue Tom el causante. Más adelante, la misma noche en que se entregan los premios Fundadores de Fairview, el local empieza a arder, y Lynette sospecha de Tom, dados los antecedentes.
Finalmente se descubre que Tom no ha sido el causante, sino los gemelos Porter y Preston, instigados por Kayla Scavo.
Después de ese incidente, Rick Coletti no vuelve a ser visto en la serie.
- Datos: Q6108765